# Lars Bergström (född 1966)
Lars Bergström, född 13 januari 1966, är en svensk officer i Flygvapnet.

## Biografi
Bergström övertog befälet som flottiljchef för Blekinge flygflottilj (F 17) genom en ceremoni den 27 augusti 2014. I samband med att han blev flottiljchef befordrades han till överste. Han kom närmst från en tjänst vid Högkvarteret. Men har tidigare tjänstgjort som divisionschef och flygchef vid Blekinge flygflottilj (F 17).